# الملكية الفكرية للبرمجيات
الملكية الفكرية للبرمجيات، بزغ مفهوم الملكية الفكرية كأداة عامة لخدمة الاهتمامات الاجتماعية والاقتصادية والسياسية، وهي نتاج صناعة الطباعة والنشر في العصر الصناعي؛ إلا أن عبور المجتمعات إلى عصر ما بعد الصناعة (أو ما يعبر عنه بعصر المعلومات)، يجعل أهداف نظام الملكية الفكرية ومكوناته بحاجه إلى دراسة وتقويم في أيامنا هذه التي سادت فيها تقنية المعلومات والاتصالات.
ويعني هذا المفهوم الحقوق القانونية الناتجة عن نشاط فكري في مجالات الصناعة والعلوم والادب والفنون، وتمنح قوانين حماية الملكية الفكرية الفرد الحق في ان يحمي اختراعه وتضمن له القوة في منع الآخرين من استخدام اختراعه بدون إذن منه. وتقسم الملكية الفكرية إلى نوعين
الملكية الصناعية والتي تتضمن الاختراعات (شهادة البراءة) والعلامات التجارية والتصاميم الصناعية، وغيرها
حقوق النشر وتتضمن الأعمال الفنية والأدبية مثل القصائد والروايات والأفلام والأعمال الموسيقية
ويُبيّن الشكل التالي أقسام نظام الملكية الفكرية
و يُعد حق النشر مفتوح للاستغلال بعكس براءات الاختراع إذ أن حق النشر مكفول بدون تقديم طلب بالخصوص ويبقى لفترة زمنية أطول وهو مصمم بالأساس لتشجيع ألأعمال الأدبية والفنية، ولكنه الآن يُطبق حتى على المذكرات والإسكتشات.
ونحن الآن نتأرجح على حافة عصر المعلومات الذي يزدهر من حولنا معتمدا على الدوائر الإلكترونية المتكاملة والخيوط البصرية والأقمار الاصطناعية مؤثرة في كافة مناحي الحياة المعاصرة ابتداء بطرائق الاتصال بين الناس وكيفية تعليم الأبناء وحتى وسائل التسلية والعمل، فالعالم يتحول بقفزات وخطوات كبيره إلى عالم معلوماتي إذ تعمل التقنيات الحديثة في مجال المعلومات والاتصالات على تغيير الأساليب التي يعبر بها الناس عن انفسهم ونقل افكارهم، لذا فان البعض من المهتمين بشئون المعلومات يقرون بضرورة التعامل بشكل جدي وناجع مع متطلبات الملكية الفكرية ووجوب ايجاد سياسه واضحه لتحديد مفهوم المعلومات باعتباره المورد الاساسي في عصر المعلومات كسلعة اقتصاديه. فهل يجب ان نمتلك المعلومات كما نملك السيارة والمزرعة والمسكن؟ فإذا كان الامر كذلك فما هي الحدود أو القيود التي يجب وضعها على الملكية؟ وكيف نحمي مالكي المعلومات؟ هذه أسئلة تحتاج إلى إجابة شافيه وهي ليست سهلة إذ أنها تتعلق بقرارات تهم الشئون الدولية والتجارة والاتصالات والترفيه والخصوصية وتوزيع الثروة.

## مبررات الملكية الفكرية
نحن بحاجة إلى استعراض الحجج الأساسية التي تشكل مبررات الملكية الفكرية وأساس هذه المبررات هو أن اختراع منتجات جديده أو جهاز صناعي جديد يعتبر إستثمارا مكلفا، ففي مجال الطب مثلا تصل كلفة إنتاج دواء جديد إلى 800 مليون دولار. فإذا كان بالإمكان نسخه أو تقليده مجانا لأمكن للشركات المنافسة استخدامه وبيعه بدون أية أتعاب أو مقابل مادي، مما يؤدي إلى عدم الإستثمار في البحث والتطوير ويتدنى مستوى التجديد والابتكار. لذا فإن قانون الملكية الفكرية يضمن سيطرة أو احتكار مؤقت للاختراع بحيث يسمح للمخترعين الانتفاع بعوائد الاحتكار لتغطية المصروفات، سواء من خلال الجُعالة (أي مبلغ من المال يتحصّل عليه المؤلف أو المخترع لقاء بيع كل نسخة من مؤلّفه أو اختراعه) أو تحميل المنافسين مقابل مادي إذا قرروا الاستفادة من الترخيص الممنوح ويمكن إيجاز المبررات الأساسية للملكية كالتالي:
- الحجة الأولى هي ان الإنسان يستحق الاستفادة من مجهوداته ولكن قيمة المنتجات الفردية ليست بكاملها نتاج جهد فردي وانما هي منتجات مجتمعيه بطبيعتها، فاذا اخترعت اختراعا أو كتبت كتابا مثلا، فان عملك الذهني لا يكمن في الخلاء وليس بالإمكان لما كتب أو اخترع ان يجد له طريقا بدون أعمال أخرى سابقة له وللعديد من الناس سواء كانت تلك الأعمال فكرية ام غير فكريه، وهي تتألف من مؤلفين ومخترعين قدموا الاساس لما تقدمه أنت من مساهمة، وتتضمن كذلك العديد من الناس الذين استخدموا الأفكار والتقنيات على المستوى النظري والعملي وشكلوا الاساس الثقافي لمساهمتك، وهي تتضمن أيضا كل الذين ساعدوا في الطباعة أو بنوا الطرق والمباني واية اشياء أخرى في بنية المجتمع. وخلاصة القول هنا ان أي عمل ذهني لا يمكن تحقيقه بدون عمل سابق للعديد من البشر. وبالتالي لا يحق للذين لديهم اسهامات في ايامنا هذه الاستيلاء على الفضل باكمله أو ينسب لهم كامل الملكية ويُمنع الآخرون من استخدام اختراعهم أو كتاباتهم
- الحجة الثانية للملكية الفكرية هي ان الناس تستحق حقوق الملكية كمحصلة لمجهوداتهم وهذا أمر نسبي يستحق المزيد من التفكير فالمكافأة على المجهود المبذول يجب ان تكون نسبة إلى المجهود الشخصي المبذول واعتبارات المخاطرة، ذلك ان قيمة العمل الفكري تتأثر بأشياء لا يتحكم فيها الفرد كالحظ والموهبة الطبيعية، فالشخص الذي يولد بقدرات طبيعيه غير عاديه أو الذي يكون محظوظا بشكل غير عادي لا يستحق شيء بناء على هذه الخصائص، يقول بعض المفكرين.
- الحجة الثالثة للملكيه الفكرية هي ان الملكية الخاصة وسيلة لدعم الخصوصية والاستقلاليه الفردية، لكن البعض يرد بأن الخصوصية تصان وتحمى عن طريق حجب المعلومات وليس امتلاكها
- الحجة الرابعة هي أ ن منح حقوق الملكية الفكرية يعمل على تشجيع خلق افكار جديده، والفكرة هي ان الملكية الفكرية تقدم حوافز ماديه لتوليد افكار؛ لكن المعارضين للملكية الفكرية يؤكدون ان تنمية الأفكار تأتي من خلال زيادة حرية الناس في استخدامها وليس العكس، فحقوق النشر وبراءات الاختراع قد تعمل على تشجيع افكار واختراعات جديده ولكنها أيضا تمنع آخرين من استخدامها لذا فإن مدة البراءة وحق الملكية بحاجه إلى دراسة لتحقيق دعم أكبر للعمل الفكري من خلال تخفيضها للحد الأمثل، وتكون المعلومات أكثر فائدة للاختراعات التقنية حينما تدعم بمعلومات حديثه، فالاختراع هو عمل تراكمي فإذا ما تشاركت المؤسسات الصناعية في المعلومات بشكل تعاوني مكشوف فان هذا سيسرع التجديد ويقلل التكاليف، إذ أن شهادات البراءة تطرح المعلومات بالسوق وترفع تكلفة المعلومات وهي بالتالي تبطئ الابتكار.

## لكن ماذا يحدث في حال غاب قانون الملكية الفكرية؟
يخشى العديد ممن يعملون بالنشاط الفكري من انتحال اعمالهم ويضن الكثير منهم ان الملكية الفكرية تقدم حماية ضد هذه الظاهرة إذ انه بغياب حقوق النشر لا يوجد ما يمنع أي شخص من كتابة اسمه على بحث أو وثيقة لشخص آخر ثم ينشرها بعد ذلك، والانتحال هو استخدام افكار أناس آخرين بدون الإشارة لهم وتقدير فضلهم، وله عدة أنواع: أحدها انتحال الأفكار idea plagiarism بمعنى شخص ما يأخذ فكرتك الأصلية ويستخدم تعبير مختلف فيعرضها على أساس أنها ملك له، ولا تقدم حقوق النشر أية حماية ضد هذا النوع من الانتحال. والنوع الثاني من الانتحال هو انتحال مفرده- مفرده، حيث يأخذ شخص ما الكلمات التي كتبتها في كتاب أو مقالة أو عدة فقرات أو حتى جمله، ويعرضها سواء بإحداث تعديلات بسيطه أو حتى بدون تعديلات، وهذا النوع تغطيه قوانين حقوق النشر والذي يعود عادة إلى الناشر وليس المؤلف
وهناك سبب أساسي لعدم تضمين حقوق النشر الحماية ضد الانتحال: النوع الاغلب من الانتحال متأصل في التسلسل الاجتماعي، فالتقارير الحكومية وتقارير الشركات تخرج بأسماء المسئولين الإداريين الذين لم يكتبوها، والسياسيون ورؤساء المؤسسات يلقون الخطابات وكلمات يكتبها مرؤسوهم. وهذه هي مجرد أمثلة على إساءة مفهوم التأليف والتي تعبّر عن استفادة شخصيات مرموقه من عمل آخرين تابعين لهم.

## الحقوق الحصرية لمالكي براءة الاختراع وحق النشر
يُقال أن الفن هو نتاج الجزء الأيمن من الدماغ، والذي يتحكم في الشعور والعاطفة، أما الاختراعات العلمية فيُقال أنها نتاج الجزء الأيسر من الدماغ، وتميّز قوانين الملكية الفكرية بين هذين النوعين من الابتكارات الفكرية: ابتكارات الجزء الأيمن هي بشكل تعبير مشاعري، ونجدها عادة في أعمال الموسيقى والرسم والأعمال الخيالية والشعر. أما ابتكارات الجزء الأيسر فهي في شكل افكار ونجدها في الاختراعات التقنية والعلميه، لذا فالتعبير يخضع لقانون حق النشر copyright اما الأفكار فتخضع لقانون براءة الاختراع patent law والخط الفاصل بين التعبير والفكرة غائم فيما يتعلق ببرمجيات الحاسوب أو ما يُعرف بالملكية الناعمة soft property، فمنتجات البرمجيات هي علم وفن وهي فكرة وتعبير في نفس الوقت.
و تتميز الملكية الفكرية كبقية أنواع الملكية الشخصية بتلك الأشياء التي لا يمكن لأي شخص آخر أن يفعلها بدون إذن المالك، فإذا امتلكت سياره مثلا فأنت فقط يمكنك قيادتها ما لم تعط إذنا للآخرين ان يقودوها، وكذلك أيضا إذا امتلكت حق النشر فإن لك حق حصري ان تفعل اشياء محدده بالملكية الفكرية المحميه بحق النشر ولا يمكن لغيرك فعل تلك الأشياء بدون إذن منك ومنها:
- لك الحق وحدك ان تعمل نسخا من أعمالك
- لك الحق وحدك إعداد أعمال جديده مشتقه من الأولى
- لك الحق في توزيع نسخ من العمل الأصلي أو الأعمال المشتقه
- في بعض الأنواع من الأعمال مثل الموسيقى والأدب والصور المتحركه لك الحق حصريا في تنفيذ العمل للجمهور
- في بعض الأنواع من الأعمال مثل الأدب والموسيقى والرسم وأعمال النحت لك الحق حصريا في عرض العمل للجمهور

وإذا امتلكت براءة اختراع فإن لك الحق في استبعاد الآخرين من القيام ببعض الأعمال مثل
- لك الحق في استبعاد الآخرين من إنتاج منتجات تحتوي على اختراعك المحمي بالبراءة
- يحق لك استبعاد الآخرين من استخدام منتجات تتضمن اختراعك المحمي بالبراءة
- يحق لك استبعاد الآخرين من بيع أو تقديم منتجات للبيع تتضمن اختراعك المحمي
- يحق لك منع الآخرين من تطوير منتجات تتضمن اختراعك المحمي بالبراءة

## تحرير المعلومات ومشاكل الملكية الفكرية
تعمل الحكومات في كثير من الدول على إنتاج كم هائل من المعلومات، فهي تنتج إحصائيات سكانيه ومخططات للصحة والاقتصاد ومجلدات ضخمه من القوانين والتشريعات، وأعداد هائله من التقارير، وكل هذه المعلومات تم تجميعها بفعل مجهودات دفعت قيمتها جماهير الشعب سواء من خلال الضرائب أو موارد اقتصاديه عامه كالنفط وخلافه، وقد يبدو انه من الضروري إتاحة هذه المعلومات لأي فرد من افرد الشعب، إلا ان بعض الدول مثل بريطانيا وأستراليا تفرض حق الملكية على تشريعاتها، بمعنى ان المواطن يحتاج إلى اذن للحصول على نسخة من القوانين، وفي دول أخرى مثل الولايات المتحدة الأمريكية يحال الأمر إلى شركات تعمل على جني ارباح من خلال بيعها لتلك المعلومات لمن يستطيع ان يدفع، بمعنى خصخصة المعلومات وعدم تركها مكشوفة ومتاحة لمن يريدها
الفكرة من وراء شهادة البراءة patent هي ان أسس ومبادئ الاختراع تضل عامة public بينما يمنح المخترع ولفترة زمنيه محدوده الحق في بيع واستخدام الاختراع، ولكن هناك حالات قليلة استخدمت فيها شهادات البراءة لقمع وتعطيل الاختراعات. ويمكن للشركات سحب براءة الاختراع، أو شراء براءة اختراع جهة أخرى لمنع الآخرين من تطبيق الأفكار التي تتضمنها، فقد عملت شركة AT&T في أمريكا في القرن التاسع عشر إلى تجميع براءات الاختراع لضمان احتكار الهواتف واخرت بذلك إظهار واستخدام جهاز الإذاعة المسموعة (الراديو) لحوالي 20 عامًا. وبصورة مشابهة سيطرت شركة general electric على احتكار براءات اختراع لتأجيل إنتاج مصابيح فلورسنت florescent والتي كانت تعتبر تهديدا لمبيعاتها من المصباح المتوهج incandescent.
وتعتبرالاسرار التجارية trade secrets اسلوب آخر لتحجيم التطور التكنولوجي، وهي محمية بفعل القانون وليس من الضروري الإعلان عنها كما هو الحال في شهادات البراءة، ويمكن كسرها وبشكل شرعي سواء عن طريق البحث والتطوير المستقل أو باستخدام الهندسة العكسية.
وتعتبر المعلومات الحيوية biological information نوعا جديدا من الملكية الفكرية، ففي الولايات المتحدة تجيز المحاكم بها امتلاك براءة اختراع لمتواليات جينية حتى وان وجدت هذه السلاسل أو المتواليات في الطبيعة، طالما تم استخدام وسائل اصطناعيه لعزلها، وادى ذلك إلى تسابق ا لشركات للحصول على براءات اختراع للعديد من التدوينات (الشيفرات)الجينيه genetic codes ، وفي بعض الأحوال ضمنت البراءات تغطية لكافة اشكال ما بعد الجيناتtransgenic لأجناس بأكملها كالقطن وفول الصويا مسببة جدال هائل. واحد العواقب لذلك هو الكبح الشديد للبحث لغير مالكي البراءة، وقد يتطور الأمر إلى امتلاك الشركات العابره للقارات لبراءات لمواد جينيه توجد بالنباتات والحيوانات في العالم غير المتقدم (العالم الثالث) مما يؤدي بسكانه إلى دفع مقابل مادي لإستخدام حبوب أو مواد جينيه أخرى تعودوا على توفرها مجانا لقرون عديده. ويعتقد البعض ان الملكية الفكرية هي وسيله أخرى للدول الغنية تعمل بواسطتها على انتزاع الثروة من الدول الفقيره وبالتالي تكون الملكية الفكرية ذات قيمه فقط لأولئك الذين يملكون القوة والثروة
يقال ان العوائد المالية المحتمله من الملكية الفكرية تقدم عونا وتشجيعا للأفراد والجماعات للخلق والابتكار، ولكن من الناحية العملية فان اغلب المبدعين والمبتكرين لا يتحصلوا على الكثير من الملكية الفكرية، فهم عادة مهملون أو مستغلون، فعند امتلاك موظفي الحكومة أو مؤسسه لأفكار تستحق الحماية عادة تُحمى أو تؤخذ لها براءة عن طريق المؤسسة أو الشركة وليس الموظف نفسه. ونظرا لأن الملكية الفكرية يمكن ان تُباع فالمشتري دوما هو الغني والقوي الذي يمكن له ان يستفيد من وراءها ونادرا ما يكون للأخير جهد فكري أو ذهني لخلق افكار جديده.
ان مشاكل الخصخصة لمعلومات الحكومة وكبح براءات الاختراع وملكية المعلومات الوراثيه وملكية المعلومات من اطراف ليسوا هم الواجدون الحقيقيون لها يُعدّها البعض اعراض لمشكلة اعمق تتعلق بنشأة وأصل مفهوم الملكية الفكرية، فالملكية الفكرية هي محاولة لخلق ندرة اصطناعيه للأفكار ومنح مزايا للقليل من الناس على حساب الكثرة من الجماهير، وهي بالتالي تزيد من الفروقات وعدم المساواة، وهي تدعم المنافسة في المعلومات والأفكار في حين يمكن ان يكون التعاون أكثر قبولا. وهذه بعض الامثلة على سوء استخدام قوة المعلومات الناتجة عن احتكار المعلومات:
تستخدم شجرة نيم neem tree بالهند في العلاج ومنع الحمل والزراعة، وتطور استخدامها بمرور الزمن ولكنها لم ترخص من خلال براءة اختراع patent ، وفي منتصف الثمانينات من القرن الماضي تحصلت العديد من الشركات الإمريكية واليابانيه على عدد من براءات الاختراع على مواد مستخلصة من الشجرة، وبهذه الطريقة فإن المعرفة التي تم تجميعها محليا لدى الباحثين الهنود والقرويين تم سلبها من طرف أناس خارج الهند الذين أضافوا شيئا قليلا للعملية بأكملها.
في عام 1980 نشر كتاب للمؤلف George Munster بعنوان
Documents on Australian defence and foreign policy 1968-1975 واظهر الكتاب العديد من النشرات والايجازات الحكومية السرية ووثائق أخرى تتعلق بتفاعل الحكومة الأستراليه مع حرب فييتنام واحداث أخرى احرجت الحكومة الاستراليه بشكل كبير مما اضطرها إلى رفع قضيه استنادا إلى قانون الملكية الفكرية وتم وقف بيع الكتاب
حادثة أخرى تتعلق بديانة وضعيه تعرف باسم Scientology تلقت نقدا من بعض من انتموا إلى هذه الجماعة ثم خرجوا منها، من خلال وثائق سريه تم نشرها على الشبكة المعلوماتية، وكرد فعل لذلك عمل مسئولو الكنيسة لهذه الجماعة على رفع دعوى قضائيه استنادا إلى قانون حماية المطبوعات وصادرت الشرطة الإمريكية منازل الناقدين وحجزت حواسيبهم الشخصية والاسطوانات ومعدات أخرى، ورغم ان قانون حق النشر غرضه الأساسي هو تشجيع الإنتاج الفكري فقد استخدم في هذه الحالة لحجب المعلومات
قامت الصحيفة الاسكتلنديه the sheland time برفع دعوى قضائيه لإيقاف خدمات الاخبار المباشرة online news ومنعها من توفير وصلة بموقعها إلى موقع الصحيفة بدون إذن منها بحُجّة أن ذلك يعتبر غير شرعي، ونرى أن مثل هذه القناعة قد تُعرقل أو تُدمّر الشبكة المعلوماتية برُمّتها.

## الحقوق المجاورة
يبدو ان الحقوق المجاورة جزء مهم ومتمم لنظام حقوق النشر، ورغم انه لا يمكن تمييزها بشكل واضح الا ان الحقوق المجاورة قد تشكل محيطا مستقلا
و تعمل الحقوق المجاورة على حماية حقوق الممثلين ومنتجي التسجيلات الصوتية ومؤسسات البث الاذاعي. وتضمن التسجيلات الصوتية الاشرطة المسموعة والأسطوانات الليزريه، وتمنح اتفاقية Berneلمؤلفي الأعمال الدراميه والموسيقى الدراميه والأعمال الموسيقية الحق في التحكم في بث اداء أعمالهم ونقلها للجمهور عن طريق الإذاعة أو إعادة بثها أو مضخمات الصوت أو أية وسائل شبيهة، وأي ترجمة لها.

وتختلف الحقوق المجاورة عن حقوق النشر في انها تخص مالكين يعتبرون وسطاء في العملية الإنتاجية أو التسجيل أو بث الأعمال. فالموسيقي يؤدي عمل موسيقي كتبه مؤلف، والممثل يؤدي دور في مسرحيه أو تمثيليه كتبها كاتب، ومنتجي التسجيلات الصوتية يسجلون وينتجون أغان وموسيقى كتبها ملحنون ومؤلفون وغناها مغني، والإذاعات تبث أعمالا على محطاتها وهذا ما يجعل الحقوق المجاورة مختلفة عن حقوق النشر

## برمجيات الحاسوب
تعد البرمجيات software ملكية شخصية ولا يمكنك استخدام ملكية شخص آخر بدون إذن منه، ويضن الكثير من الناس أن الملكية هي شيء ما ملموس، أو قابل لآن يدرك باللمس ونمارس عليه سلطة كتلك التي نمارسها على ملكية حقيقية كقطعة أرض مثلا، وكلما يمكن وضعه عليها هو ملكية شخصية أيضا ويحق لنا الدفاع عنها ومنع الآخرين من ممارسة أي سلطة عليها. وفي الاستخدام العام نقول أيضا أن البرمجيات الحاسوبيه هي ملكية شخصيه ملموسة ويقوم الناس بشرائها من المحلات ويدفعون ثمنها بذات النقود التي يشترون بها قطعة أرض أو منزل مثلا.
ولكن مفهوم البرمجيات كملكية فكرية هو أكبر من الاسطوانة التي تحمل البرمجيات، وتعتبر الأخيرة من مخرجات التفكير الإنساني وبالتالي نوع من الملكية الفكرية ويسمح القانون لمالكها أن يتحكم فيها، فالمبرمج الذي كتب البرنامج أو الشركة التي تستأجر ذلك الشخص الذي كتب البرمجيات، يعتبر المالك الأول للملكية الفكرية المضمنة بالبرمجيات، ويحق للمالك ممارسة السلطة على هذه الملكية فيمكن اعطاؤها للغير أو بيعها أو اجازة استخدامها من قبل الآخرين، ويحق له أن يعمل نسخا منها ويحق له أيضا منع الآخرين من الاستخدام أو عمل نسخ أو بيع منتجه الفكري. ونظرا لوجود جانب ملموس وجانب آخر غير ملموس في برمجيات الحاسوب فإنه من الممكن امتلاكها من قبل أطراف مختلفة وهي عبارة عن:
- النسخة الملموسة للبرمجيات التي تشترى من المحلات أو تستجلب عبر الإنترنت
- الملكية الفكرية المتجسده في تلك البرمجيات

### حرية البرمجيات والمصدر المكشوف
تقدم الأنظمة المفتوحة open systems وعدا بالسماح لكل أفراد المجتمع بالاستفادة من مفهوم حرية البرمجيات software freedom ، ويرتبط مفهوم حرية البرمجيات بمفهوم المصدر المكشوف open source ويعني هذا المصطلح أن تكون التدوينه المصدر للبرنامج source code مكشوفة ومتاحة للجميع حتى يمكن دراسة البرنامج وتعديله وتطويره، وتعتبر التدوينة المكشوفة متطلب أساسي لحرية البرمجيات[2]. لذا فإن حرية البرمجيات هي الهدف وأما الأدوات لتحقيق هذا الهدف هو المصدر المكشوف open source وتقسم حرية البرمجيات إلى أربعة أنواع رئيسيه
- حرية تنفيذ البرمجيات لأي غرض
- حرية دراسة الكيفية التي تعمل بها البرمجيات وتكييفها لحاجة المستخدم
- حرية إعادة توزيع نسخ من البرمجيات
- حرية تطوير البرمجيات وتوزيع النسخ المحسّنة للجمهور

وتوجد سياسة عامة تعكس مفهوم المصدر المكشوف وتوضح أمور أخرى تتعلق بالتراخيص المقبولة في ظل هذه المعايير وهي:
- حرية إعادة التوزيع
- لا تقيد الرخصة الممنوحة أي طرف في بيع أو منح البرمجيات كوحدة أو كبرنامج متكون من عدد من الوحدات المندمجة من عدة مصادر مختلفة، ولا تتطلب الرخصة جُعالة أو أية رسوم
- تدوينة المصدر
- يجب أن يتضمن البرنامج التدوينة المصدر، ويجب أن يسمح بالتوزيع في شكل مصدري أو في صيغة مُجمّعه compiled ، وفي الحالات التي لا يوزّع فيها المنتج بشكل تدوينة المصدر يجب توفير وسائل محددة للحصول على التدوينة المصدر ويفضل استجلابها عبرالشبكة المعلوماتية internet وبدون مصاريف، ويجب أن تكون التدوينة المصدر الصيغة المفضلة التي بها يستطيع المبرمج التعديل في البرنامج

الأعمال المُشتقّة
- يجب أن يسمح الترخيص بالتعديل في البرنامج الأصلي وإنتاج أعمال مُشتقّه ويجب أن يسمح بإعادة توزيع الأعمال في ظل ذات الشروط التي يحملها الترخيص الممنوح للبرنامج الأصلي
- دمج التدوينه المصدر

قد يعمل الترخيص على الحد من توزيع التدوينة المصدر في شكل معدّل فقط إذا كان الترخيص يسمح بتوزيع " ملفات الحزمة patch file “ بصحبة التدوينة المصدر لغرض تعديل البرنامج في فترة البناء والتطوير، ويجب أن يسمح الترخيص بشكل صريح توزيع البرمجيات المكوّنة من تدوينة المصدر المعدّلة، وقد يتطلب أن تحمل الأعمال المشتقة أسما مختلفا أو رقم نسخة آخر عما هو مخصص للبرنامج الأصلي
- عدم التعصب ضد أشخاص أو جماعات
- يجب أن لا يعمل الترخيص على التمييز ضد أي شخص أو مجموعة من الأشخاص
- عدم التمييز ضد مجالات الاهتمام
- لا يجب ان يقيد الترخيص أي شخص من استخدام البرنامج في مجال اهتمام محدد، فمثلا لا يمكن منع استخدام البرنامج في الأعمال التجارية أو استعماله

في بحوث الهندسة الوراثيه.
- توزيع الترخيص
- تنطبق كافة الحقوق المتصلة بالبرنامج على كل من وزعت عليه نسخة من البرنامج بدون الحاجة إلى ترخيص إضافي من تلك الأطراف
- يجب أن لا يكون الترخيص محدد بمنتج معين
- لا تعتمد الحقوق المتصلة بالبرنامج على ما إذا كان البرنامج جزء من عملية توزيع لبرمجيات محدده، فإذا ما كان البرنامج مستخلص من تلك العملية واستخدم أو وُزّع في إطار شروط ترخيص البرنامج الأصلي، فإن كل الأطراف التي وزع عليها تكون لها ذات الحقوق كتلك التي يمنحها توزيع البرمجيات الأصلية
- يجب أن لا يُقيّد الترخيص البرمجيات الأخرى
- يجب أن لا يضع الترخيص قيود على البرمجيات الأخرى التي وزعت مع البرمجيات المرخصة، فمثلا يجب أن لا يصر الترخيص على ضرورة أن تكون البرمجيات الأخرى الموزعة على نفس الوسط الناقل مكشوفة المصدر
- يجب أن يكون الترخيص محايد تقنيا
- يجب أن لا تُسند أية تدابير استباقيه على أية تقنية منفردة أو نمط اتصال بالبرمجيات interface

### براءة برمجيات
تعد براءة الاختراع بتقديم حق السيطرة للمخترعين كمقابل لاكتشافهم أو اختراعهم ولمدة زمنية محددة تسمح لهم بتغطية تكاليف الاختراع أو الاكتشاف، وتُمنح براءة الاختراع على المنتجات الملموسة أو العمليات الصناعية في مجالات التقنية الحديثة والمفيدة، ويستثنى من ذلك الخوارزمات الرياضية mathematical algorithms والأفكار المجردة abstract ideas. ومع ظهور التقنيات المصاحبة للحاسوب وصناعة البرمجيات أصبح من الضروري إيجاد حقوق ملكية فكرية مناسبة لحماية هذا المجال التقني المهم، وهناك إجماع عام بأن برامج الحاسوب computer programs سواء كانت في شكل مصدري source code أو تدوينة تنفيذيه، يجب ان تُحمى بقانون حق النشر copyright وبالتالي فإن الأفكار التي تكمُن وراء برمجيات الحاسوب هي خارج نطاق أية حماية. وفي الولايات المتحدة الإمريكية فإن برامج الحاسوب التي تنفذ على الحاسوب أو تدوّن على وسط قابل للقراءة، يمكن الحصول على براءة اختراع لها. اما في أوروبا فإن آراء مختلفة حول السماح بإصدار براءة اختراع للبرمجيات ما زالت قائمة وهناك من يدعو إلى استبعاد برامج الحاسوب من قائمة الاختراعات وعدم اعتبارها مساهمة تكنولوجيه، ولدول العالم الثالث فإن تقليل الحماية وخاصة براءة الاختراع في هذا الوقت هو أمر ضروري للسماح للمؤسسات والشركات الوطنية والجمعيات الأهلية المتخصصة بالتقدم في هذا المجال إذ ان الحماية هي فقط في صالح الشركات العملاقه.

## الاستنتاج
تثير التغيرات التي تحدث في بيئتنا اليوم فيما يتعلق بتقنية المعلومات والاتصالات وسياسة الملكية الفكرية أهمية خاصه في عدة جوانب منها: أولا، نظرا لأن الحقوق قائمة طالما توفرت قوة تحميها فإنه علينا معرفة الكيفية التي تؤثر بها قوة القانون الدولي للملكية الفكرية في نظام الملكية الفكرية محليا لتأسيس توازن بين كل من المبدع والمجتمع. ثانيا: يجب معرفة تأثير المعلومات وقوانينها الوطنية والدولية في صناعة المعلومات المحلية.

## أنظر ايضاً
- وقف الحقوق الفكرية